# Ermonela Jaho
Ermonela Jaho (ur. 1974 w Rrëshenie) – albańska śpiewaczka operowa (sopran).

## Życiorys
Jest jednym z pięciorga dzieci Etema, pułkownika armii albańskiej. Pierwsze lekcje śpiewu pobierała w wieku lat sześciu. Mając czternaście po raz pierwszy udała się do opery na Traviatę. Pod wrażeniem tego przedstawienia podjęła decyzję o zostaniu śpiewaczką. W 1992 ukończyła naukę w klasie wokalnej liceum artystycznego Jordan Misja w Tiranie i rozpoczęła studia w Akademii Sztuk w Tiranie. W tym czasie wygrała konkurs dla wokalistów, organizowany przez włoską śpiewaczkę Katię Riccarelli. Zwycięstwo przyniosło jej stypendium w konserwatorium w Mantui. Wkrótce potem wyjechała do Rzymu, aby podjąć studia wokalne w Akademii im. Świętej Cecylii (Accademia Nazionale di Santa Cecilia). Po ukończeniu studiów odniosła szereg sukcesów w konkursach wokalnych: w Mediolanie (1997), w Ankonie (1998), Rovereto (1999). W 2000 została uznana za najlepszą śpiewaczkę na festiwalu w Wexford. W styczniu 2011 wystąpiła po raz pierwszy na scenie rosyjskiej, a jej występ zakończył Festiwal Rosyjska Zima. W 2014 wspólnie z Gencem Tukiçim wystąpiła na scenie École Normale de Musique de Paris.
Występowała na najlepszych scenach operowych świata: Royal Opera w Londynie, Metropolitan Opera w Nowym Jorku, Berliner Statsoper, a także na scenach operowych Neapolu, Marsylii, Werony i Tuluzy. W jej repertuarze znajdują się role: Violetty w Traviacie, Michaeli w Carmen, Mimi w Cyganerii i Giulietty w Capuleti i Montecchi. 
Mieszka w Nowym Jorku.

## Nagrody i wyróżnienia
W 2017 została nominowana do nagrody International Opera Award za rolę w operze Leoncavalla. W 2024 została uhonorowana nagrodą Gran Teatre del Liceu.